# Blænde
En blænde er en åbning i et optisk instrument der regulerer mængden af lys der slippes ind. Man kan dermed mindske lysmængden ved at mindske åbningens størrelse.

## Blændeværdien
Blændeværdien opgives i "blændetal". En standard-blænderække på et kameraobjektiv kunne være: 2, 2.8, 4, 5.6, 8, 11, 16 og 22. Springene i blændetallene repræsenterer en halvering/fordobling af lysmængden pr. trin (kaldet f stop). Et større tal giver en mindre lysmængde og derfor har man den pudsige terminologi at man blænder op når man vælger et mindre blændetal.
Selve tallet springer teoretisk set med en faktor {\displaystyle {\sqrt {2}}} for hvert trin og det hænger sammen med at blændetallet beskriver åbningens diameter mens det tilsvarende lysindfald hænger sammen med åbningens areal.
Blændetallet udregnes som objektivets brændvidde divideret med blændeåbningens effektive diameter. F.eks. hvis brændvidden er 50mm, og blændeåbningens diameter er 12,5 mm, så er blændetallet 4 (50mm/12,5mm).
Ud over at regulere mængden af indfaldende lys har blændeåbningen indflydelse på skarphedsdybden. Jo mindre blændeåbning, des større skarphedsdybde . 
For teleskoper bruges et analog begreb for "blænde" eller lysfølsomhed, nemlig åbningsforhold som angives på samme måde f.eks. f/10 og er defineret på samme måde.

## Praktisk udførelse
I nogle tilfælde er blænderåbningen en fast plade med en målsat åbning. Det gælder f.eks. i hulkameraer som ikke har noget egentligt objektiv, men udelukkende en "blændeåbning" placeret foran et filmplan. Man kan så vælge en hulstørrelse som et kompromis mellem skarphed og eksponeringstid.
I almindeligt fotoudstyr er blænden anbragt inde i objektivet og består typisk af små lameller som kan drejes og dermed regulere åbningen. Man anser cirkel-runde blændeåbninger for at give de bedste fotografiske resultater – såkaldt bokeh – og derfor betragter man ofte antallet af lameller som et kvalitetskriterium fordi flere lameller normalt giver mere runde åbninger.